# Бароковий гобой

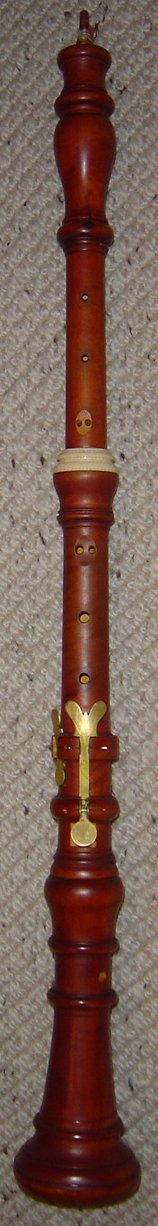
Бароковий гобой

Бароковий гобой — це різновид гобоя, який був розроблений у середині XVII століття у Франції на основі шоломії. У наш час бароковий гобой використовують у контексті історично інформованого виконавства для автентичного відтворення музики доби бароко.

## Особливості
Нововведенням порівняно з шоломією було розділення інструмента на три окремі частини, вужча мензура, змінена форма закінчення корпусу та дві клапани для найнижчих звуків. Найважливішою зміною було те, що подвійна трость тепер розміщувалася безпосередньо між губами виконавця. У попередніх інструментах трость або повністю поміщалася в ротову порожнину (без дотику до губ), або була вкладена в спеціальну капсулу.
Найпомітнішою відмінністю від сучасного гобоя є значно менша кількість клапанів. Сучасний гобой має складний механізм керування клапанами, тоді як у бароковому гобої переважають простіші засоби звукоутворення. Його звук сприймається як більш індивідуальний і своєрідний через багатший обертоновий спектр та вищу частку шумових елементів. При натисканні клапанів можуть виникати клацаючі звуки. Висота тону деяких звуків не завжди ідеальна. Півтони часто добуваються за допомогою вилкоподібних аплікатур, що надає їм особливого тембрового забарвлення. Загалом бароковий гобой характеризується більш строкатою та багатогранною палітрою тембрів.
Сучасний гобой має більш «гладкий» і яскравий звук завдяки уніфікації інтонації та тембру півтонів, а також вужчій внутрішній мензурі, що дозволяє досягати більшої гучності.

## Історія
Інструменти, розроблені при французькому дворі, отримали назву «гобої короля» (фр. les hautbois du Roi) та користувалися такими ж привілеями і чисельністю, як і скрипковий ансамбль «скрипки короля» (les violons du Roi).
У барокову епоху гобой часто виконували флейтисти-блокфлейтисти, оскільки аплікатура була схожою. У XVIII столітті гобой входив до обов'язкового інструментарію міських музикантів (Stadtpfeifer). Зі зростанням вимог до техніки звукоутворення, гри та виготовлення тростей з'явилася необхідність вузької спеціалізації виконавців.
Йоганн Себастьян Бах у Лейпцигу мав у штаті двох обоїстів, але жодного флейтиста та лише одного учня-траверсфлейтиста. Як сопрановий інструмент, гобой часто дублював партії скрипок (colla parte) в бароковому оркестрі. Наприклад, у Дрезденській придворній капелі стандартний склад включав: 5 перших скрипок і 5 гобоїв, 3 фаготи та 2 віолончелі. У багатьох нотах того часу у скрипкових партіях можна зустріти позначки con або senza oboi, тобто з гобоями або без — як регістр органа. Це створювало характерний для доби бароко оркестровий колорит.
Гобой широко використовувався також як сольний інструмент, зокрема в творах Баха і Георга Філіппа Телемана. Крім того, він застосовувався у військовій музиці. До середини XIX століття зберігалося військове звання Hautboist, яке позначало керівника гармонійного оркестру (духового ансамблю).
Після барокової епохи гобой поступово модернізувався: з'явилося більше півтонових отворів, удосконалювався клапанний механізм, мензура ставала вужчою — так сформувався сучасний гобой.

## Варіанти
- Taille (тайль) — загальна назва барокового гобоя, налаштованого приблизно на квінту нижче стандартного (сопранового) гобоя.
- Гобой да качча (oboe da caccia, тобто «мисливський гобой») — бароковий гобой, налаштований на квінту нижче звичайного, але з особливою конструкцією: вигнутий корпус і розтруб у формі дзвону, подібний до corno da caccia (мисливського ріжка).